# Santa Tereza de Goiás
Santa Tereza de Goiás es un municipio brasilero del estado de Goiás.